# 吹上 (岩沼市)
吹上（ふきあげ）は宮城県岩沼市の町丁。郵便番号は989-2436。人口は1584人、世帯数は715世帯。現行行政地名は吹上一丁目から吹上三丁目であり、全域で住居表示が実施済みである。TOYO TIRE仙台工場が立地し、国道4号に接する。かつては亘理郡逢隈村に属していた。

## 地理
岩沼市の南部に位置し、大昭和との境界を国道4号が通る。町域の北には桑原が、国道4号を挟んで東には阿武隈、大昭和が、南から西にかけて大字南長谷、字吹上西が接する。
町域の南側にはTOYO TIREの仙台工場の敷地が広がり、総敷地面積は217,160平方メートルに及ぶ。国道4号を隔てて大昭和には日本製紙岩沼工場も所在し、一帯が工業地帯となっている。
国道4号と国道6号の合流点（岩沼市藤浪）や東北本線と常磐線の合流点（岩沼市大字南長谷）と近く交通の要衝にあたり、仙台港から比較的アクセスしやすい輸送に恵まれた立地である。そのため、2018年（平成30年）には仙台港からのタイヤ輸出量が国内最多となった。また、牛タンチェーンを展開する利久の本社・岩沼支社・本社工場・岩沼工場が所在している。

### 地名の由来
この地は藩政時代から荒地とされ、水害も多く発生していた。水害の際に置き去りにされた泥や砂が乾燥期に晴天にさらされ、さらに蔵王颪にあおられて吹き上げられていたことから、この地一帯が吹上と呼ばれるようになったと言われている。

## 歴史

### 近代まで
吹上は1947年（昭和22年）まで亘理郡に属していた。もとは亘理伊達家の当主伊達邦成の領地であり、亘理郡中泉村（後の逢隈村中泉、現在の亘理町大字逢隈中泉）地内であった。この地は低地の砂地であり、古川、深川の両川が阿武隈川へと注いでいたため、ひとたび大雨になると浸水する不毛な土地とされ、浸水後の泥砂が乾燥し風で飛ぶ様子が吹上の地名の由来になった。開拓したものの作物が育たず、諦めて北海道に移住した家もあったといわれている。1868年（明治元年）、中泉村の今泉から10戸が入植し、それに千貫の大泉太吉・金右衛門兄弟が加わり吹上開拓の先駆けとして農耕を始めた。耕作地の麦や豆は毎年時期を待たずして水害が発生したため、収穫は皆無だったという。その後、大泉兄弟はこの状況を打破すべく、白河地方で栽培されていた菜種の原種を導入し、菜種作りを始めた。菜種は10月に種を植え付け、翌年の6月に収穫するため、水害とは無縁であった。大泉宅は収穫した菜種を使い菜種油を採ったので、「吹上の油屋」と称されるようになった。また、菜種作りとともに藍を栽培していた。明治中期からは桑の栽培を始め、これが成功を収め吹上全域が桑畑へと変化した。桑園では養蚕最盛期に水害から守るため「立て通し」の桑の大木を仕立て桑の葉を供給していた。この桑を用いた養蚕家の繭は岩沼町南の町の繭取引問屋である齋己之吉店に搬入していた。
当時の吹上に住む人々は戸籍や行政書類の交付などで逢隈村役場へ向かう際に渡し舟を利用したため不便を強いられていた。そのため1929年（昭和4年）、阿武隈川を繋ぐ橋梁の架設の運動が展開され、1932年（昭和7年）7月に阿武隈橋が竣工した。1941年（昭和16年）、吹上地区で阿武隈川の旧堤防が二か所で決壊する大水害が発生し、当時の岩沼町長の渡邊豊蔵は新堤防の築造を県・国に陳情した。その結果1942年（昭和17年）から新堤防の建設が着手された。しかし時代は太平洋戦争へと進み、建設はなかなか進まなかったものの、関係町村が期成同盟会を結成し働きかけを行った結果、1944年（昭和19年）秋に新堤防が完成し、吹上地区の水害問題も解消された。
吹上地区は阿武隈川の北岸に位置し地理的には岩沼町寄りであり、岩沼町への編入は長年の懸案だった。1941年（昭和16年）5月、岩沼町長の渡邊豊蔵は逢隈村長の玉田清に吹上地区の編入案を持ち込んだ。玉田村長は諸手を挙げて賛成し、県の認可を経て1945年（昭和20年）4月には正式に編入の調印を行った。

### 現代
終戦後の1954年（昭和29年）、工業誘致には上水道施設の整備が最重要だとし着工され、1957年（昭和32年）の2月には約400戸へ初めて給水が行われた。1956年（昭和31年）、合併後の岩沼町の初代町長である石垣儀三郎が陣頭に立ち工場誘致施策を練り、宮城県議会議員だった渡邊健一郎との緊密な連絡も功を奏し、同年の11月に片倉乾繭所の岩沼設置が決定した。1957年（昭和32年）3月には吹上にて片倉工業岩沼乾繭所が営業を開始した。1959年（昭和34年）、通商産業省は吹上地区を工業適地へと指定、1965年（昭和40年）3月に東北トーヨーゴム株式会社仙台工場が竣工し、4月操業を開始した。なお、東北トーヨーゴムは1978年（昭和53年）4月に大阪府大阪市の本社に吸収合併され東洋ゴム工業になり、さらに2019年（平成31年）東洋ゴム工業は商号を変更しTOYO TIREとなっている。また、1998年（平成10年）には利久の新社屋が完成している。
1971年（昭和46年）3月1日、岩沼市の南部地区で住居表示を実施し、字吹上・字吹上東、字吹上西、字吹上南、字吹上北の各一部が吹上となった。
吹上で営業を開始した岩沼乾繭所は1997年（平成9年）に片倉工業がホームセンターのニューライフカタクラ岩沼店として開店し、2004年（平成16年）まで営業していた。その跡地には2015年（平成27年）の10月に大規模小売店舗立地法に基づく店舗の変更届が出され、同月に野川食肉食品センターが週末びっくり市岩沼店を開店させている。
2018年（平成30年）現在、TOYO TIRE仙台工場では同社の国内新ゴム量（約134,000トン）のおよそ半分を占めるタイヤを生産し、従業員数は1492人と国内有数の規模を誇る。同工場では2019年（令和元年）10月2日に、タイヤ製造工程で用いる冷却水の滅菌処理で使用する次亜塩素酸ソーダが近隣を流れる五間掘川に流出する事象が発生した。これにより岩沼中学校付近（桑原）の川魚が大量に斃死し、宮城県と仙台河川国道事務所が出動する事態となった。2021年（令和3年）に発生した福島県沖地震では地震で配管が壊れ水漏れが発生したものの、同年2月18日から操業を再開した。

### 町名の変遷
| 実施後     | 実施年月日   | 実施前（各町名ともその一部） | 実施前（各町名ともその一部） |
| ---------- | ------------ | ---------------------------- | ---------------------------- |
| 吹上一丁目 | 1971年3月1日 | （大字なし）                 | 字吹上                       |
| 吹上一丁目 | 1971年3月1日 | （大字なし）                 | 字吹上北                     |
| 吹上一丁目 | 1971年3月1日 | （大字なし）                 | 字吹上西                     |
| 吹上一丁目 | 1971年3月1日 | （大字なし）                 | 字吹上東                     |
| 吹上二丁目 | 1971年3月1日 | （大字なし）                 | 字吹上                       |
| 吹上二丁目 | 1971年3月1日 | （大字なし）                 | 字吹上東                     |
| 吹上二丁目 | 1971年3月1日 | （大字なし）                 | 字吹上南                     |
| 吹上三丁目 | 1971年3月1日 | （大字なし）                 | 字吹上                       |
| 吹上三丁目 | 1971年3月1日 | （大字なし）                 | 字吹上南                     |
| 吹上三丁目 | 1971年3月1日 | （大字なし）                 | 字吹上東                     |
| 吹上三丁目 | 1971年3月1日 | （大字なし）                 | 字吹上北                     |

## 小・中学校の学区
小・中学校の学区は以下の通りとなる。
| 町丁 | 字・番地 | 小学校       | 中学校     |
| ---- | -------- | ------------ | ---------- |
| 吹上 | 全域     | 岩沼南小学校 | 岩沼中学校 |

## 施設

### 公共
- 吹上地区集会所（吹上一丁目10-37）

### 企業・工場
- TOYO TIRE 仙台工場（吹上三丁目5-1）
- 利久
  - 本社（吹上二丁目2-36-1）
  - 岩沼支社（吹上二丁目2-36-1）
  - 本社工場（吹上二丁目3-32）
  - 岩沼工場（吹上二丁目3-15）
- 東北三八五流通 岩沼支店（吹上二丁目8-35）
- オリエント工機 仙台営業所（吹上二丁目5-25）

### 店舗
- 週末びっくり市 岩沼店（吹上一丁目10-13）
- ファミリーマート 岩沼吹上一丁目店（吹上一丁目15-50）

## 交通

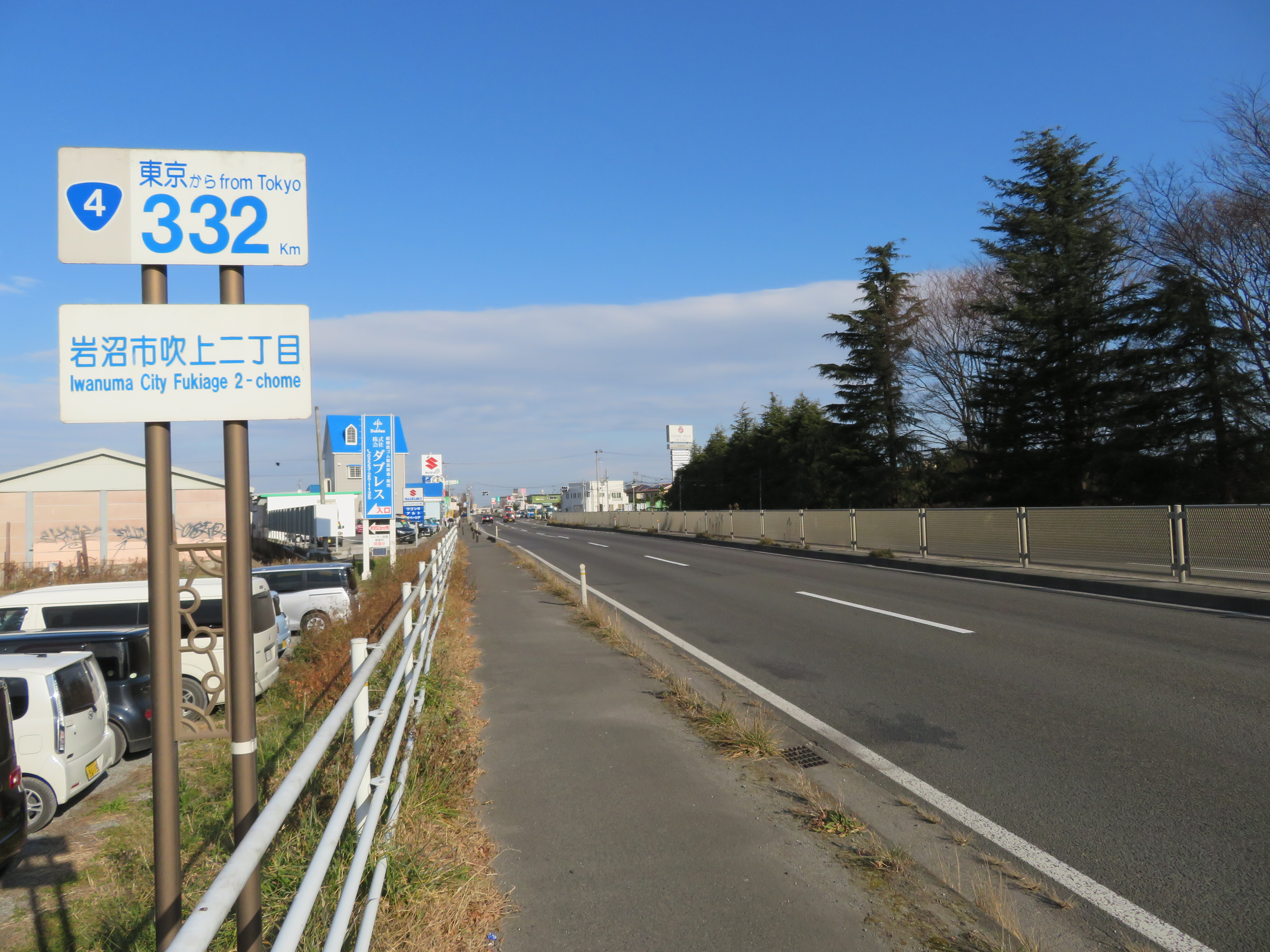
吹上二丁目を通る国道4号

### 鉄道
- 鉄道駅はないが、岩沼駅から日本製紙岩沼工場への専用線が域内を通過している。

### バス
- 岩沼市民バス
  - 吹上二丁目 - 吹上三丁目 - 吹上二丁目中・南 - 吹上二丁目中・北 - 吹上一丁目 ( 駅東・中央循環線③)
  - 吹上一丁目 - 吹上二丁目 - 吹上三丁目 ( 南長谷線)

### 道路

#### 一般国道
- 国道4号